# 泰勒 (密西根州)
泰勒（英語：Taylor）是一個位於美國密歇根州韋恩縣的城市。

## 人口
根據2020年美國人口普查的數據，泰勒的面積為61.21平方千米，當中陸地面積為61.17平方千米，而水域面積為0.04平方千米。當地共有人口63409人，而人口密度為每平方千米1,036人。